# Exkursionstauchen

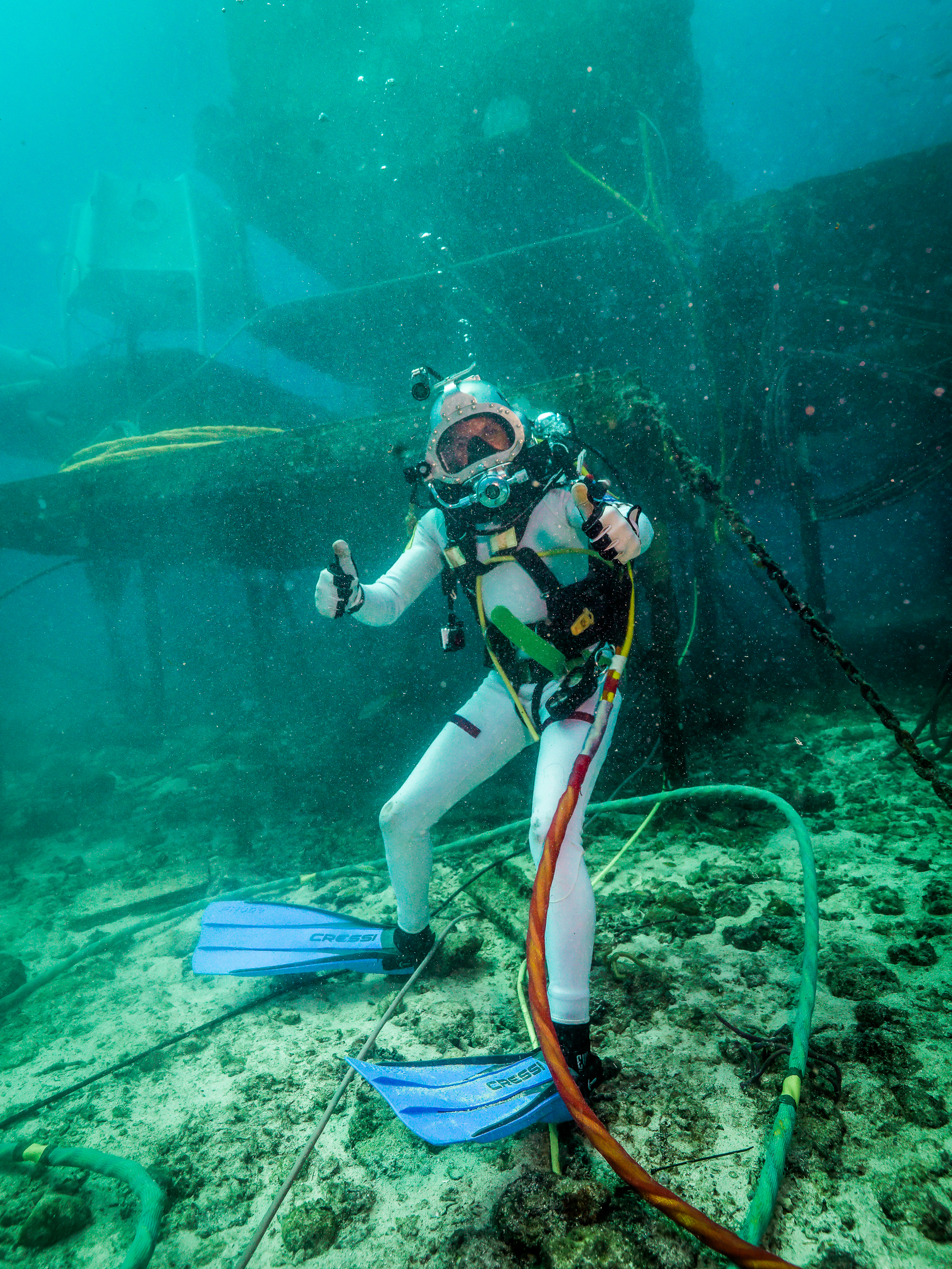
Ausstieg aus der Aquarius Reef Base

Exkursionstauchen (englisch: excursion diving) ist ein Begriff aus dem Sättigungstauchen und findet somit auch bei Unterwasserstationen Anwendung. Er definiert den Bereich über und unter der Sättigungstiefe, den ein Taucher aufsuchen kann, ohne eine Dekompressionsverpflichtung einzugehen.

## Hintergrund
Tauchgänge von der Wasseroberfläche auf Meereshöhe, also bei einem Druck von 1 bar, sind bis auf eine Tiefe von 9 msw (msw = meter sea water, zu deutsch Meter Meerwasser) prinzipiell nicht dekompressionspflichtig, weil der Druckzuwachs in dieser Tiefe vom Körper kompensiert werden kann. Taucher können also ohne Zeitbeschränkung bis auf 9 msw Tiefe verweilen, ohne bei der Rückkehr zur Oberfläche Dekompressionspausen einlegen zu müssen.

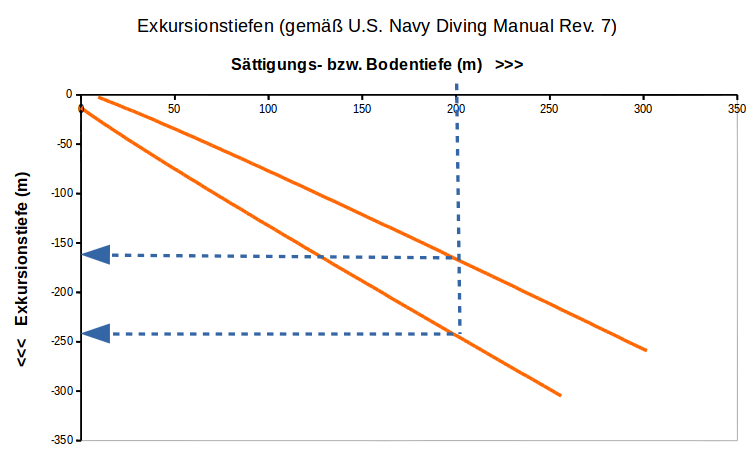
Beispiel: eine Bodentiefe von 200 msw verfügt über einen Exkursionsbereich zwischen 165 msw und 242 msw.

Sättigungstaucher werden jedoch auf die Tiefe ihres Einsatzes gesättigt, der sogenannten Bodentiefe (englisch: storage depth, living depth). Tauchgänge aus dieser Bodentiefe werden als Exkursionstauchgänge bezeichnet. Ebenso wie für Tauchgänge von der Wasseroberfläche gelten für Exkursionen Tiefenbereiche, für die keine Dekompressionsverpflichtungen bestehen, um auf die entsprechende Bodentiefe zurückzukehren. Man bezeichnet diesen Bereich als Unlimited Duration Downward Excursion Limits (zu deutsch etwa: maximale Aufenthaltszeiten für Abwärts-Exkursionen). Mit größeren Bodentiefen erhöhen sich diese Grenztiefen proportional.
Auch der Bereich für Aufwärts-Exkursionen ist auf diese Weise limitiert und verändert sich ebenfalls mit größerer Bodentiefe. Man bezeichnet diesen als Unlimited Duration Upward Excursion Limits (zu deutsch etwa: maximale Aufenthaltszeiten für Aufwärts-Exkursionen).
Als Beispiel definiert das Tauchhandbuch der US-amerikanischen Marine (US Navy Diving Manual) für eine Bodentiefe von 70 msw einen Aufenthaltsbereich zwischen 95 msw (also 25 msw unter Bodentiefe) und 49 msw (also 21 msw über Bodentiefe), ohne eine Dekompressionsverpflichtung einzugehen.

## In der Praxis
Die Grenzwerte für Exkursionen sollten jedoch nicht so ausgelegt werden, dass ein Taucher, der sich lange an der tiefsten Stelle der Exkursionsgrenze aufgehalten hat, unverzüglich auf den höchsten Punkt dieses Limits tauchen kann. Vielmehr schreibt beispielsweise das Tauchhandbuch der US-amerikanischen Marine vor, dass man den Wert der größten Exkursiontiefe der letzten 48 Stunden als neue Bodentiefe annimmt, um die maximale Aufenthaltszeit für Aufwärts-Exkursionen aus der entsprechenden Tabelle ablesen zu können.

## Risiko der Blasenbildung im Gewebe
Exkursionen können mehrere Stunden am Tag dauern, während die Taucher täglich zwischen Einsatzort und Druckkammer pendeln. Am Ende dieser mehrtägigen Arbeitseinsätze werden die Taucher einer finalen Dekompression unterzogen. Um die Risiken von Exkursionstauchgängen abzuwägen, müssen sie immer in Zusammenhang mit dieser finalen Dekompression betrachtet werden.

Ein Bericht von Unimed Scientific Limited im Auftrag der Gesundheits- und Sicherheits-Exekutive Großbritanniens (UK Health and Safety Executive) aus dem Jahr 2004 über britische und norwegische Exkursionsmethoden führt an:

„Die wichtigste Schlussfolgerung aus der Arbeit ist, dass weder die derzeit verwendeten Exkursionen noch die Dekompressionsverfahren wahrscheinlich Dekompressionsprobleme verursachen. Die Risiken ergeben sich aus der Kombination von Exkursionen und anschließender Dekompression, bevor sich die Blasen vollständig aufgelöst haben. Das Starten der Dekompression, während Blasen vorhanden sind, ist der einzige signifikante Faktor.“

Weiterhin: 

„Um die Gefahr von Gasblasenbildung im menschlichen Gewebe zu minimieren, kann die Aufstiegsgeschwindigkeit des Tauchers von der Exkursions- auf die Bodentiefe reduziert werden und vor der letztendlichen Dekompression eine Pause (englisch: hold) von bis zu 24 Stunden eingelegt werden. Außerdem kann man davon ausgehen, dass nach einer Arbeitsschicht von etwa 8 Stunden die anschließende Ruhephase von 16 Stunden ausreicht, damit der Körper auftretende Mikroblasen abbaut.“